# 圣若翰·路西堂
圣若翰·路西堂（Chiesa di San Giovanni Battista de Rossi）是一座罗马天主教教堂，位于意大利罗马阿皮奥-拉蒂诺区的via Cesare Baronio。供奉圣若翰·路西 (1698 – 1764)，1881年由良十三世封圣。 
该堂由教宗庇护十二世在1938年委托建筑师Tullio Rossi建造。第二次世界大战延误了工程，直到1965年5月22日才祝圣。1965年5月23日，圣若翰·路西的圣髑从朝圣者至圣圣三堂（Santissima Trinità dei Pellegrini）迁此。近四年后，1969年4月30日，保禄六世封其为领衔堂区。
该堂由教区神父管理。

## 枢机列表
- John Joseph Carberry  1969 –  1998
- 胡里奥·特伦西 2001 – 2015
- 若望·里巴特  2016 –